# Productierechten
Productierechten bestaan om de omvang van de productie te reguleren en te beperken. Zo zijn productierechten (dierrechten en fosfaatrechten) die voortkomen uit de Meststoffenwet bedoeld om de landelijke productie van dierlijke meststoffen door melkvee, varkens en pluimvee te beperken. Het suikerquotum en melkquotum zijn productierechten geïntroduceerd door de Europese Unie om de productie van respectievelijk suiker en melk te beperken.
Agrariërs hebben de mogelijkheid om productierechten aan te kopen (voor uitbreiding) of te verkopen (bij bedrijfsbeëindiging of inkrimpen). Omdat de wetgeving rondom productierechten behoorlijk ingewikkeld is en regelmatig wijzigt, zijn er verschillende organisaties die agrariërs bijstaan in het op orde krijgen van hun productierechten.
Voorbeelden van rechten die Nederland kent of heeft gekend:
- Mestquotum
- Dierrechten (varkens & pluimveerechten)
- Fosfaatrechten
- Ammoniakrechten
- Suikerquotum (ook wel bietenquotum genoemd).
- Melkquotum
- Betalingsrechten
- Leveringsrechten